# Station Méailles
Station Méailles is een spoorwegstation in de Franse gemeente Méailles.